# Kolmitölppä
Kolmitölppä är en ö i Finland. Den ligger i sjön Puula och i kommunen Hirvensalmi i den ekonomiska regionen  S:t Michel och landskapet Södra Savolax, i den södra delen av landet, 200 km nordost om huvudstaden Helsingfors. Öns area är 5,4 hektar och dess största längd är 470 meter i nord-sydlig riktning.